# 대한민국 형법 제199조
대한민국 형법 제199조는 아편흡식기의 제조등에 관한 형법 각칙의 조문이다.

## 조문
제199조 【아편흡식기의 제조 등】
아편을 흡식하는 기구를 제조, 수입 또는 판매하거나 판매할 목적으로 소지한 자는 5년 이하의 징역에 처한다.